# 惡魔人 Crybaby
| 惡魔設定、 惡魔角色作画監督 | 押山清高                 |
| 美術監督                    | 河野羚                   |
| 色彩設定                    | 橋本賢                   |
| 攝影監督                    | 久野利和                 |
| 編輯                        | 齋藤朱里                 |
| 音響監督                    | 木村繪理子               |
| 饒舌監修                    | KEN THE 390              |
| 執行製片人                  | 岩上敦宏 永井隆 坂本和隆 |
| 製片人                      | 新宅洋平 永井一巨        |
| 制作製片人                  | 崔恩映                   |
| 協力                        | Netflix                  |

《惡魔人 Crybaby》（英語：DEVILMAN crybaby）是一部2018年的日本網路原創動畫，改編自日本漫畫家永井豪的漫畫《惡魔人》，動畫採用原作中的設定並將故事舞台從原本的1970年代改為21世紀，描述主角不動明與飛鳥了面對惡魔的故事，在《惡魔人 Crybaby》中，飛鳥了宣稱來自遠古時代的惡魔將甦醒並統治世界，對抗惡魔的唯一方法就是結合惡魔的力量，在他的主導下，不動明獲得了惡魔的力量，但仍保有人類的心，成為了「惡魔人」。
動畫由湯淺政明執導，他在Aniplex的建議下著手改編並與Aniplex共同推出作品。湯淺試圖探索創作的尺度，並將永井豪當年可能受限於少年漫畫雜誌的觀眾接受度這一點納入考量。動畫由Aniplex和永井豪的Dynamic Planning聯合製作，由湯淺政明的Science SARU製作動畫，屬於Netflix的原創系列。並作為紀念永井豪執業五十周年而推出的作品之一，於2017年公開宣布。動畫於2018年1月5日在Netflix上獨家播放。
《惡魔人 Crybaby》延續了原著中的反戰主題，並著重於描寫人類如何轉變成像所謂的「惡魔」一樣成為充滿殘酷和暴力的存在，並被解讀為闡述向善以及成為人的意義為何，故事以惡魔作為偏見的隱喻，藉著將他者比喻為惡魔，探討心理操縱和偏執狂等議題。評論家還對作品中有關青春期、性、性慾、愛、LGBT的元素進行分析與探討，並對於作品是否表現出虛無主義有著不同的看法。
這部作品自從宣布後就引起了許多粉絲的期待，在發行後也成為該年度最受矚目的動畫之一，它將1970年代版本的動畫主題曲進行重新編曲和混音，進而在網路上形成迷因。對於湯淺所進行的改編，粉絲有著分歧的意見。雖然因為Netflix沒有透露而無法得知該作的收視人數，但許多評論都認為它很受歡迎，也被視為湯淺最受好評的作品之一，並帶動了對湯淺和永井豪其它作品的關注。評論家對於《惡魔人 Crybaby》的評價非常高，有些評論稱它為「曠世巨作」，也有些評論認為它是Netflix有史以來最棒的動畫，也是全年最佳動畫和2010年代最佳動畫之一。雖然對於該作的畫風和結局有著兩極的看法，但整體而言獲得了廣泛的好評。而作品的配樂、對於LGBT角色的描寫以及忠於原著的內容也受到了許多評論。

## 故事大綱

### 設定
《惡魔人 Crybaby》改編自永井豪的漫畫作品《惡魔人》，並將故事背景從原作的1970年代改為21世紀，並將原作中的不良幫派成員改為饒舌歌手。在部分劇集中有著由專業饒舌歌手飾演的角色以饒舌的方式闡述故事的情節。導演表示他之所以進行這項改動，是因為他相信「饒舌歌手是當今社會中表達時下觀點的人」。在故事中，人們使用社群網路服務和即時通訊快速地傳遞面對惡魔時的反應湯淺表示，社群網路和通訊科技的發達讓21世紀更接近《惡魔人》漫畫中所描述的那個充滿暴力的世界，因為無論在好的方面或在壞的方面，人與人之間的關係都變得比以往更加緊密。在壞的那一方面，他列舉了幾個劇中的情節為例，包括大量人類遭到槍殺、警察殘忍地對待非裔美國人、民族主義崛起以及將問題歸咎於外國人；而在好的那一方面，他提到社群媒體讓人們更能接受不同的觀點和不同的生活方式， LGBT族群也更勇於出櫃。《惡魔人 Crybaby》的故事發生在一個在1970年代有一齣《惡魔人》電視節目的宇宙中，節目的主題曲是故事中一個孩子的手機鈴聲，而那個孩子的臥室裡也充滿著《惡魔人》動畫系列的相關商品

### 劇情
高中生不動明的父母是醫生，長年在國外工作，因此不動明長期住在他的朋友，也是他長期暗戀的對象牧村美樹的家裡，與她的弟弟太郎、她的父母諾埃爾及亞樹子共同生活。某日，美樹遭到由饒舌歌手華姆率領的地方混混團體騷擾，不動明試圖保護美樹，但他失敗了，明的童年玩伴飛鳥了現身並出手相助。了向明提到自己先前在亞馬遜雨林研究，發現這個世界上有著自遠古時代便存在的惡魔，但各國政府都掩蓋此一事實，他希望明可以協助自己揭發惡魔的存在，並將他帶到一個名為「安息日」的狂歡派對，了在那裏拿著破酒瓶隨機砍人，暴力及鮮血讓惡魔現身，了拍下了惡魔們虐殺其他人類的畫面，接著他呼喚名為「阿蒙」的強大惡魔吞噬不動明，但明憑藉著意志力壓制阿蒙，進而讓自己變成了具有惡魔力量、但保有人類之心的惡魔人，他把安息日上的惡魔屠殺殆盡。之後，明的身體產生了劇烈的生理變化，他變得又高又壯，還有超乎常人的運動能力。
飛鳥了和不動明持續與其他惡魔戰鬥，並因此遭遇到阿蒙的同伴死麗濡和槐夢，他們試圖喚回不動明體內阿蒙的意志。死麗濡是阿蒙的愛人，祂透過色誘試圖讓阿蒙覺醒，但並未成功，更引發了激戰，導致死麗濡和槐夢雙雙陣亡。之後不動明與真因對戰，真因是個烏龜型的惡魔，能在殺人後將受害者的臉顯現在祂的殼上，祂在虐殺不動明的父母後被不動明殺死。隨著擊敗越來越多惡魔，飛鳥了和不動明的個性和價值觀顯現出差異，兩人的友誼也出現裂痕，尤其是在飛鳥了試圖殺死可能發現不動明的秘密的所有人、甚至企圖殺死美樹時，兩人幾乎要兵刃相向。
飛鳥了發現田徑明星運動員幸田燃寬是惡魔，試圖公開揭露祂的身分，他便在幸田的水裡面下藥，導致他在運動場上變成惡魔並殺死了許多人。不動明違背了飛鳥了的建議，暗中幫幸田逃跑，但惡魔被揭露後引起了全球恐慌，幸田只好在不動明的協助下避難，之後另一個惡魔人黑田美樹也加入他們，由於她與牧村美樹同名，所以通常被別人稱為「美子」，她因此感到忿忿不平。隨著恐懼蔓延、社會動盪，再加上飛鳥了的計畫造成的混亂，讓不動明感到厭惡並試圖尋找其他惡魔人。亞樹子發現兒子太郎變成了惡魔，便帶他逃離家裡，當諾埃爾找到他們時，發現太郎正在吃媽媽的屍體，諾埃爾無法狠下心來殺死太郎，更希望能保護祂不被軍人殺死，儘管不動明試圖保護他們，但諾埃爾和太郎仍遭軍方槍殺，後來被不動明下葬。
飛鳥了想知道自己行動的原因，因此他回到亞馬遜雨林，回日本後，他透過全球直播的節目散播謊言，他謊稱對社會不滿的人會變成惡魔，並鼓吹大眾殺死任何行為異常的人，這導致全球恐慌演變成種族滅絕式的大屠殺。飛鳥了還公開播放不動明變身成惡魔人的影像，在直播結束後，不動明受到暫居於牧村家的華姆一夥人威脅，在美樹重申自己相信不動明後，華姆放下對他的殺意，但還是要求他離開牧村家。暴民包圍牧村家要揪出不動明，美子、華姆和他的同夥賈比決定保護美樹，但他們被其他兩個同夥出賣，華姆、賈比、美子和美樹都遭到刺死或槍殺。不動明趕回牧村家，發現暴民把美樹等人的屍體肢解並插在長矛上，圍著燃燒的牧村家跳舞狂歡，不動明怒吼他們才是真正的惡魔，並放出熊熊烈焰將他們瞬間殺死。
之後，不動明和飛鳥了對質，飛鳥了表示自己真實的身分是墮天使撒旦，祂因為反抗神而被放逐到了地球，並在那裏結識了惡魔，之後神派天使摧毀地球，撒旦和惡魔們落敗後在地球上潛伏，在撒旦的靈魂轉世成飛鳥了之後，祂試圖消滅人類並毀滅世界，祂之所以讓惡魔附在不動明身上，是希望他能陪自己在之後的世界中生活，以此感謝他長年以來陪伴飛鳥了。不動明拒絕加入撒旦一夥，並召集其他惡魔人一同對抗撒旦軍團。在不動明殺死叛徒幸田後，他與撒旦展開一場毀天滅地的對決，但最後被擊敗。人類全被消滅，地球無處不是廢墟，勝利的撒旦訴說起自己與不動明的回憶，直到祂意識到不動明已經死亡。撒旦殺死了祂唯一一個曾經愛過的人，之後祂被自己先前譴為弱點的情感所淹沒，落下泪水。祂一邊搖著不動明的屍體，一邊呼喊他的名字，直到天使降臨，再度毀滅地球。

## 配音
| 角色                     | 日文配音    |
| ------------------------ | ----------- |
| 不動明（）               | 內山昂輝    |
| 飛鳥了（）               | 村瀨步      |
| 牧村美樹（）             | 潘惠美      |
| 黑田美樹（美子）（）     | 小清水亞美  |
| 死麗濡（，Shirēnu）      | 田中敦子    |
| 槐夢（，Kaimu）          | 小山力也    |
| 真因（）                 | 廣瀬彰勇    |
| 謝朗（，Zenon）          | AVU chan    |
| 西哥積妮（，Saiko Jenī） | 高戶靖廣    |
| 長崎光司（）             | 津田健次郎  |
| 華姆（）                 | KEN THE 390 |
| 賈比（）                 | 木村昴      |
| 繭太（庫庫恩）（）       | Young Dais  |
| 巴波（）                 | 般若        |
| 希艾（）                 | AFRA        |
| 幸田燃寬（）             | 平野潤也    |
| 牧村太郎（）             | 稻川英里    |
| 牧村諾埃爾（）           | 小原雅人    |
| 牧村亞樹子（）           | 小林沙耶香  |
| 章魚(貓)（）             | 高橋李依    |

## 製作與發行

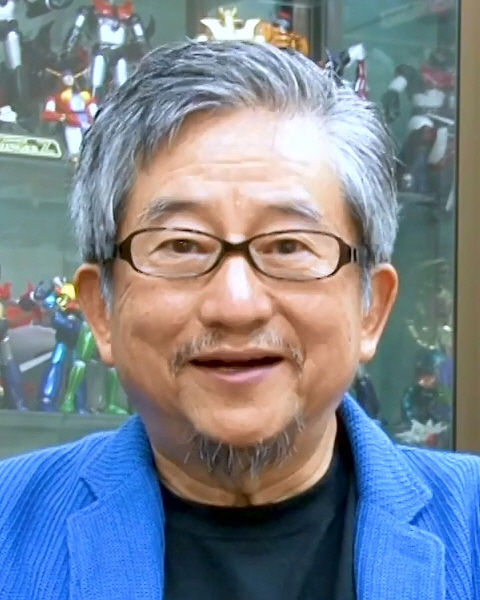
《惡魔人 Crybaby》改編自永井豪（圖）的漫畫作品《惡魔人》。

### 製作團隊與歷程
《惡魔人 Crybaby》改編自永井豪的漫畫作品《惡魔人》，由Aniplex和永井豪的Dynamic Planning製作，屬於Netflix原創節目，動畫由湯淺政明的Science SARU製作。湯淺擔任導演、大河內一樓擔綱編劇、崔恩映擔任動畫製片、倉島亞由美負責角色設計、押山清高專責設計惡魔角色。湯淺表示自己雖然是《惡魔人》的愛好者，但從未想過自己可以執導該作品的改編動畫，而製作的契機要追溯到湯淺在製作2014年推出的改編動畫《乒乓》時，製作委員會成員之一的Aniplex建議他改編《惡魔人》。湯淺在製作《惡魔人 Crybaby》時，意識到永井豪可能因為少年漫畫雜誌的尺度而自行限縮了《惡魔人》中對性與暴力的相關描寫，他表示永井豪在《惡魔人》之後的作品更加極端，並以「如果永井老師能夠按照他原先的構想去創作，那麼他就會走到這麼遠」的心態創作《惡魔人 Crybaby》。湯淺還希望可以製作《惡魔人 Crybaby》的續集，他表示如果可以拍續集，便能「試著以更多不同的設定和手法來說故事」。
故事的兩位主角不動明和飛鳥了由內山昂輝和村瀨步配音，兩人在讀過原作漫畫皆對內容感到驚異，村瀨更對如何將這樣的故事轉移到現代的舞台感到有興趣，而在讀過劇本以及看過第一集後，兩人也對內容尺度之大感到震驚，村瀨表示在一口氣看完十集之後感到疲憊，並認為這是需要耗費精力觀看的作品。飾演女主角美樹的配音員潘惠美表示自己初次接觸《惡魔人》漫畫是在自己三、四歲的時候，雖然她完全看不懂，但對內容感到恐懼，直到上中學後才接觸到2004年推出的《超級惡魔人》電影，對內容有了較完整的了解，因此她認為能接下這份工作似乎是命運使然。

### 發行
《惡魔人 Crybaby》作為永井豪出道50周年紀念系列作品之一，於2017年3月首次公開。同年8月，首支預告片在日本Netflix的官方YouTube頻道上架，並預告該動畫共10集。所有劇集於2018年1月5日在Netflix一起上架，於90個國家或地區獨家發行，除了日語配音和字幕，動畫還提供7種語言配音和23種語言字幕，配音語言包括英語、法語、德語、義大利語、巴西葡萄牙語、標準西班牙語和卡斯提爾西班牙語。2018年5月30日，Aniplex日本推出了該動畫的「完全生產限定版」，包含動畫藍光光碟以及企劃時的相關設定資料。2018年5月至6月期間，連鎖唱片行淘兒唱片在日本的分店舉辦名為「澀谷安息日」系列展覽，日本服飾品牌Beams推出《惡魔人 Crybaby》的聯名潮流服飾，而Aniplex也推出了角色公仔，以聚丙烯材質製成。

### 音樂
《惡魔人 Crybaby》的音樂由牛尾憲輔負責創作，片頭曲是由電氣Groove演唱的《Man Human》。而第九集的片尾曲《只有今夜》（日語：今夜だけ）由石野卓球和七尾旅人演唱。該作還將1970年代的《惡魔人》動畫主題曲《惡魔人之歌》重新混音並作為劇中插入歌，由女王蜂的AVU chan演唱。饒舌歌手Ken the 390擔任劇中角色華姆的配音，也擔任作品中饒舌演出的導演。實體光碟由Aniplex在2018年1月10日發行，包含48首音樂，分別收錄於兩張光碟中，而「完全生產限定版」包括《惡魔人 Crybaby》中所有饒舌歌曲。

## 主題與分析
根據原作者永井豪所述，《惡魔人 Crybaby》的原作《惡魔人》的主題是反戰。因此，《惡魔人 Crybaby》描述人類變得像所謂的惡魔一樣暴力和殘忍的過程。Kotaku的編輯希瑟·亞力山德拉（Heather Alexandra）寫道，在故事開始時「惡魔在性交時把人大卸八塊」，但是到了故事後期「人類做了完全相同的事」。許多評論家認為，劇中人類迫害偽裝成人類的惡魔的情節，是在比喻人類的偏見。舉例而言，《The Verge》的梅根·法羅克曼西（Megan Farokmanseh）認為這部作品是個深度寓言，它呈現出人們對那些被認為是異類的人的攻擊，並闡述了人們迫害自己所不了解的人之後必須付出的代價。亞力山德拉指出，人們對於惡魔產生的「巨大恐慌」完全是在影射同性戀恐懼症、跨性別恐懼症、種族主義、以及各種當人們將別人視為「他者」時的反應。動畫新聞網的麥克·圖爾（Mike Toole）認為這部動畫「描述了當人們以保護自己和同伴為名義時，會多快將其他人視為異類或可疑份子」。《紐約郵報》旗下網站《決策者》的編輯艾力克·瑟姆（Eric Thurm）認為這部作品透過大規模的暴力表達反戰思想，其「政治訊息」是「對趨向偏執狂的人性以及迅速對他人表現出敵意的嚴峻反思。」
亞力山德拉認為這部作品致力於反思「什麼會使人向善」、「要讓人道變得糜爛放蕩有多容易」以及「什麼使人成為人」動畫新聞網的林茲·洛夫里奇（ Lynzee Loveridge）認為這部作品在問「如果人類與怪物之間真的存在一條界線，那麼那條界線為何？」GameSpot的凱爾·普拉格（Kaille Plagge）認為這部作品是對「成為人類意味著什麼」的沉重反思。《富比士》的羅布·薩科維茨（Rob Salkowitz）評道，這部作品是對人性、宗教及社會制度脆弱性所進行的，一次既黑暗又深沉的探索。布列塔尼·文森（Brittany Vincent）刊登在Syfy.com的文中指出，觀眾看過這部作品後將無可避免地產生存在危機，而血腥噁爛網站的編輯邁克爾·皮門特爾（Michael Pementel）特別標註了這部作品的存在主義元素和情感元素，他還藉此探討致使群眾之間產生暴力潮的原因。麥克·圖爾評道，「《惡魔人 Crybaby》探討了都市傳說的傳播過程，以及人們面對社會動盪時產生了何種慘況。」動畫新聞網的羅絲·布里奇（Rose Bridges）特別提到了大眾媒體與科技在劇情中扮演的重要性，認為它本應使人們團結在一起，但卻使我們在判斷事情時更為衝動，她還評道，這部作品反映出「這種判斷就像惡魔一樣，可以從內部摧毀人類。」
也有評論將《惡魔人 Crybaby》解釋為青春期──特別是男性青春期的寓言。麥克·圖爾評道，不動明在獲得惡魔人的力量後歷經了身體上和精神上的變化，很明顯的，這種變化是在隱喻伴隨著青春期而來的焦慮。布列塔尼·文森認為這是一個「自我探索並與自己達成協議」的故事，而Polygon的艾萊格拉·法蘭克（Allegra Frank）表示這部作品呈現出了「對年輕人的真實之愛」，動畫新聞網的尼克·克里默（Nick Creamer）稱這是個「有關青春期的混亂、受性向認同所苦以及單相思」的故事。詹姆斯·貝克特（James Beckett）也在動畫新聞網撰文評論，指出這部作品探討了性、愛與自我認同的煩惱，而這些關係對青少年的身分認同及價值觀息息相關。動畫新聞網的雅各·查普曼（Jacob Chapman）評道，該作是一個有關於接受自我以及彼此相愛的故事。羅絲·布里奇認為，這部作品中能帶給LGBT觀眾積極正面的訊息，因為該作品非常了解躲在櫃子裡是多麼違背天性的一件事，但也可以透過接受我們在各種情況下面對困境的方式，來使我們在殘酷的世界中更加堅強。馬特·施萊（Matt Schley）在《日本時報》評道，雖然這部作品是改編自永井豪的《惡魔人》，但它更像是《獸爪》的精神續作，因為它們同樣觸及了相同的問題，包括身分、偏見、宗教和跨星際戀情。
《惡魔人 Crybaby》的特色之一是以世界末日作為結局，這段情節遵照原著，在其他《惡魔人》改編動畫中都沒有；御宅族美國的達里爾·蘇拉特（Daryl Surat）認為這是虛無主義的表現。希瑟·亞力山德拉表示動畫表現出了漫畫裡的虛無主義概念，因為在故事即將邁向結局時，美樹在網路上發表文章呼籲社會大眾要對惡魔友善，接著人類不再向不動明丟石頭，最終決戰也充滿了勝利的跡象，整體而言充滿了很大希望，但……並沒有。不過Kotaku的克里斯·珀森（Chris Person）指出，雖然故事以悲劇做收，但他不喜歡將《惡魔人 Crybaby》歸類在虛無主義作品，「因為這個故事有著情感的核心和它所堅信的論點」。艾萊格拉·法蘭克認為，撒旦為不動明流下的眼淚「既無畏而美麗」，並且「呈現出看似虛無，但其實並非全無希望的結局」。對於這個話題，湯淺表示自己將《惡魔人 Crybaby》的重點聚焦在飛鳥了的角色上，當不動明的行為自始至終都堅定無比時，飛鳥了便受到了質疑，「至少會產生內心變化或掙扎」。不動明和飛鳥了從小就認識，不動明是飛鳥了唯一的支持者，飛鳥了對不動明產生了感情卻不自覺，不動明的角色作用在於教會飛鳥了某些事，而這個故事的重點在於「結局裡飛鳥了所學到的東西」，以及「結局裡，祂所感受到的愛。」

## 劇集
| 話數 | 原文標題                 | 中文標題                 | 分鏡                            | 演出     | 作畫監督                                                                     |
| ---- | ------------------------ | ------------------------ | ------------------------------- | -------- | ---------------------------------------------------------------------------- |
| I    | I NEED YOU               | 我需要你                 | 湯浅政明                        | 湯浅政明 | 霜山朋久                                                                     |
| II   | ONE HAND IS ENOUGH       | 單手就夠了               | 湯浅政明                        | 柴田勝紀 | 小島崇史                                                                     |
| III  | BELIEVE ME!              | 相信我                   | Juan Manuel Laguna Abel Gongora | 吉田徹   | 上竹哲郎                                                                     |
| IV   | COME, AKIRA              | 明，來吧                 | 霜山朋久                        | 霜山朋久 | 霜山朋久                                                                     |
| V    | BEAUTIFUL SILENE         | 美麗的死麗濡             | 押山清高                        | 押山清高 | 押山清高                                                                     |
| VI   | NEITHER DEMON NOR HUMAN  | 非惡魔也非人類           | 篠原啓輔                        | 篠原啓輔 | 和田直也                                                                     |
| VII  | WEAK HUMANS, WISE DEMONS | 懦弱的人類，聰慧的惡魔   | 許平康                          | 種村綾隆 | 小畑賢、挽本敦子、小林優子 服部益美、服部憲知、武本大介 佐佐木一浩、青野厚司 |
| VIII | I MUST KNOW MYSELF       | 我必須了解自己           | 柴田勝紀                        | 柴田勝紀 | 川妻智美、西垣庄子、押山清高                                                 |
| IX   | GO TO HELL, YOU MORTALS  | 滾去地獄吧，你們這些凡人 | 湯浅政明                        | 小島崇史 | 小島崇史                                                                     |
| X    | CRYBABY                  | 愛哭鬼                   | 湯浅政明                        | 湯浅政明 | 和田直也                                                                     |

## 評價

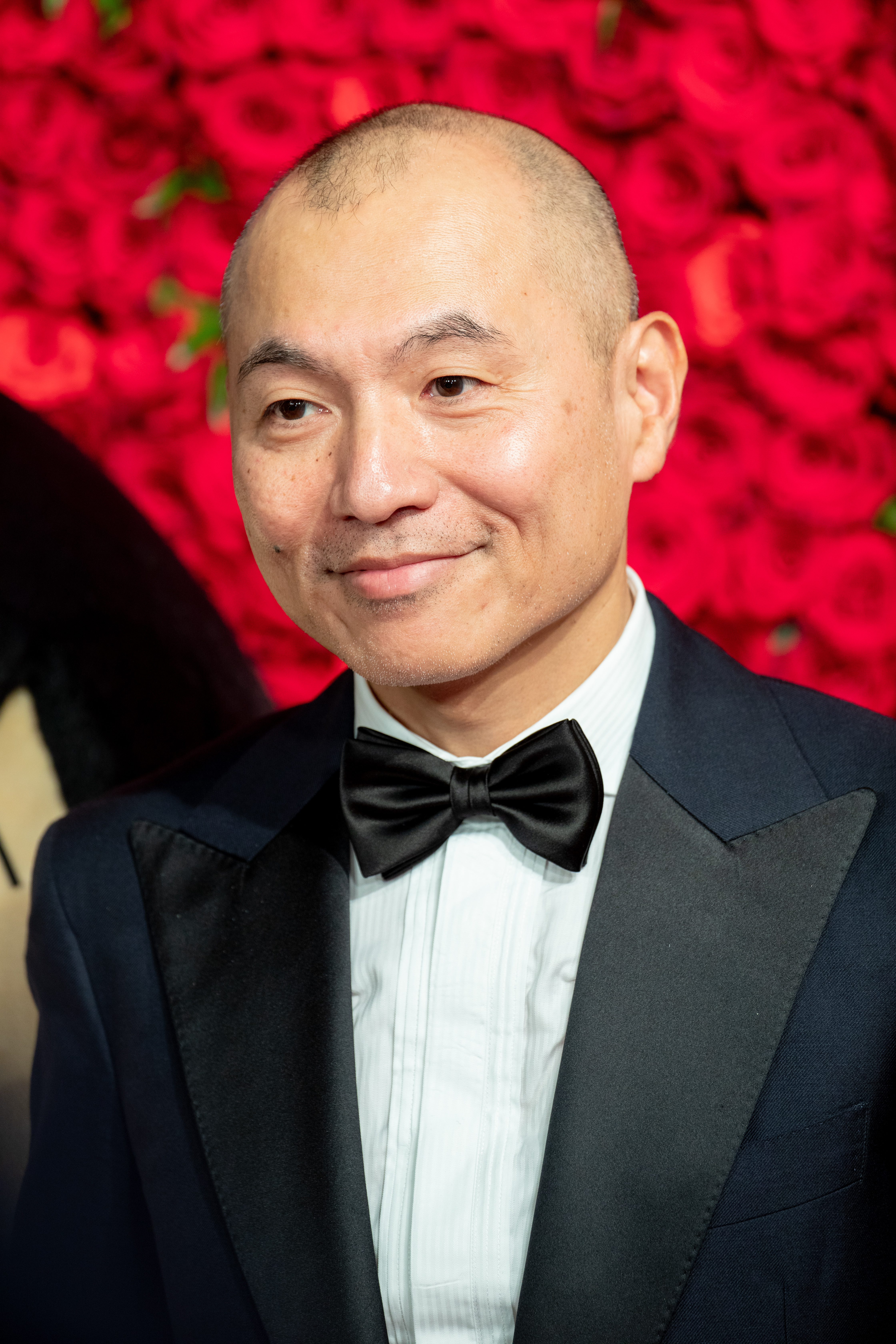
對於湯淺政明（圖）將永井豪的作品進行重新演繹，觀眾的意見有不少分岐，但許多評論家都很讚賞湯淺在《惡魔人 Crybaby》中所採用的動畫風格。

### 觀眾評價
《惡魔人 Crybaby》的消息一經公布便引起熱議，Syfy.com的克里斯托弗·伊諾亞（Christopher Inoa）表示，這部作品是2018年動畫界的頭號重要話題，《日本時報》羅蘭·凱爾特（Roland Kelts）認為它是「2018年最具話題性的動畫之一」，GameSpot的丹·奧提（Dan Auty）也認為這是「近年來最具話題性的動畫」。惡魔人的衝刺姿勢引起了包括YouTuber PewDiePie在內的許多動畫迷關注，被譽為是繼《火影忍者》後最棒的動畫跑步姿勢。重新編曲後的《惡魔人之歌》也成為了知名的迷因。儘管如此， ComicBook.com的尼克·瓦爾德茲（Nick Valdez）表示，由於湯淺導演的個人風格強烈，可能會凌駕在永井豪的作品之上，因此這部作品會是2018年冬季檔期裡最容易引起爭議的動畫之一。在2018年一月期間，這部動畫一直是Twitter上的熱門話題，ComicBook.com的梅根·彼得斯（Megan Peters）對此加以報導，認為對這部作品而言，「一直以來都有爭議」一詞可謂輕描淡寫。
儘管Netflix並沒有公布收視人數，但丹·奧提、尼克·瓦爾德茲、羅蘭·凱爾特和勞倫·奧西尼（Lauren Orsini）都表示這部作品很熱門。日本版藍光光碟在發行當週的銷售量至少達到2637份，在當週的藍光光碟暢銷排行上達到第11名。克里斯多福·伊諾亞評道，此番銷售成績顯現出這部作品可能成為湯淺最受歡迎的作品。而布列塔尼·文森發表於御宅族美國的文章中提到，這部作品是湯淺「最具有辨識度的作品」。由於《惡魔人 Crybaby》很受歡迎，GKIDS表示出要發行Science SARU先前製作的數款作品的興趣，包括《春宵苦短，少女前進吧！》和《宣告黎明的露之歌》。同樣的，動畫新聞網的山姆·瑞奇（Sam Reach）表示「現在興起的這股永井豪熱潮，都要感謝《惡魔人 Crybaby》」。永井豪、1970年代《惡魔人》動畫編劇辻真先和電影導演園子溫都表達了對《惡魔人 Crybaby》的讚揚。

### 專業評價
依據爛番茄上的8條評論，《惡魔人 Crybaby》的評價多屬正面，總體好評達到88%，在滿分10分中獲得了6分的平均得分。它被認為是Netflix史上最佳動畫之一 ，也被認為是2018年最優秀的動畫之一，它更贏得了Crunchyroll2018年動畫獎中的「年度最佳動畫獎」，湯淺則獲選為「最佳導演」，該作也成為第22回日本新媒體動漫藝術節動畫部門審查委員会推薦作品，還被Polygon和Crunchyroll的團隊選為2010年代最傑出的動畫之一。月刊《Paste》的團隊將它列入有史以來最佳動畫榜上的第35名，不過評論家圖森·伊根（Toussaint Egan）在文章中表示「《惡魔人 Crybaby》不僅是將自己定位在近年來最優秀的作品，更希望可以經得起未來幾年的挑戰」，Polygon的艾萊格拉·法蘭克、布列塔尼·文森、Kotaku的塞西莉亞·達納斯塔西奧（Cecilia D'Anastasio）和動畫新聞網的詹姆斯·貝克特都稱這部作品是「曠世巨作」，ComicBook.com的梅根·彼得斯寫道，這部作品具備「一部邪典藝術經典作的所有特質」，而動畫新聞網的羅絲·布里奇認為這部作品「從頭到尾都完美無缺」。
這部作品以充斥暴力和性愛畫面聞名，其性愛場面的表現手法幾近色情，也經常強調血腥鏡頭，因為它極端暴力，所以通常會被標上「膽小者慎入」之類的警語。GameSpot的丹·奧提表示，此內容的尺度「已經超過觀眾原本預期會在串流媒體服務上尺度界線」，他也針對這一點撰文論述，列出17個極富衝擊性的場景，專門介紹這部作品是如何「以有史以來最極端的內容為Netflix投下震撼彈」。麥克·圖爾表示「這幾乎可以肯定是有史以來播出過最荒誕、暴力、肉慾橫流的電視動畫作品」，而在喬伊斯·斯拉頓（Joyce Slaton）替常識媒體所寫的文章中指出，這部作品的尺度「甚至遠遠超出了那些專為成人製作的動畫」，《新聞週刊》的艾蜜莉·高黛特（Emily Gaudette）稱其為「該年度最為血腥、最具褻瀆性的動畫」，《決策者》的艾力克·瑟姆也稱它是「有史以來最噁心的電視節目」，《日本時報》的馬特·施萊也評論《惡魔人 Crybaby 》和其它《惡魔人》改編作品截然有別，因為「它充斥著超乎尺度的性與暴力」，而且更適合那些製作給1980年代觀眾而看的「極度暴力電影」，譬如、《魔界都市〈新宿〉》或《鬥魔王傑克》；另一方面，動畫新聞網的雅各·查普曼則認為，「湯淺政明的卡通化表現手法讓這些場景看起來也不是這麼令人反胃」，並舉例表示，《來自深淵》裡大多數超真實的恐怖場景還更難受。
雖然ComicBook.com的梅根·彼得斯和動畫新聞網的雷貝卡·西爾弗曼（Rebecca Silverman）表示劇中有太多無謂的色情和暴力鏡頭，但是《The Verge》的法羅曼尼許（Farokhmanesh）並不同意這項觀點，並指出劇中充斥性愛與暴力的原因是將為了表現出人類那過度放縱、有時還令人作嘔的天性，同樣的，IGN的米蘭達·桑契斯（Miranda Sanchez）認為該作「具有罕見至極的視覺震撼和動作場面，更有驚為天人的故事作為骨幹」 。梅根·彼得斯表示作品內容會令人髮指、讓人痛苦不堪，完全不適合闔家觀賞，而血腥噁爛網站的編輯邁克爾·皮門特爾評道，作品中真正恐怖的部分在於飛鳥了以話語煽動群眾，掀起暴力浪潮，進而闡述其悲傷的主題。詹姆斯·貝克特總結道，即使螢幕上被亂七八糟的鮮血和內臟所填滿，但整個故事重視個人的體悟，扣人心弦而且讓人感受的親密，有一個「具詩意的願景」。不過Kotaku的希瑟·亞力山德拉在這部分表達了不同的意見，她雖然也認同「這部作品的劇情著重於描述人性如何骯髒醜惡、狂放不羈」，但她卻發現自己的注意力不時會受到大量的暴力場面影響而分散，Kotaku的克里斯·珀森認為這很符合情節發展，因為「整個故事的第一個主旨就是，性是既荒謬又可笑，青春期更是如此，而性衝動完全是愚蠢至極」。希瑟·亞力山德拉還特別提到，「幾乎每個帶到女性角色的鏡頭，都是以最好色、淫蕩的角度去拍攝的」，林茲·洛夫里奇也提到劇中妖魔化了女性的性行為，因為安息日裡所有的惡魔都是女人變成的，而且她們的性器官在吞噬掉男人之後化身成了惡魔。
正如邁克爾·皮門特爾的報導中提到的，許多評論家都讚許其傑出的動畫風格。動畫新聞網的林茲·洛夫里奇曾將其視為有史以來最具視覺震撼的動畫之一，艾力克·瑟姆認為它「在視覺上令人著迷不已」，而GamesRadar+的馬特·卡門（Matt Kamen）和艾萊格拉·法蘭克稱讚它「在視覺上令人讚嘆」。動畫新聞網的塞隆·馬丁（ Theron Martin）評道「在這一季其它動畫裡，你看不到比該作更加奇特的視覺效果」，林茲·洛夫里奇稱它是一段「不同於以往的視覺之旅」，《富比士》的羅布·薩科維茨稱，「這部作品打破了自音樂電視網的動畫《液體電視秀》以來，能在小螢幕上看到最讓人感到目眩神迷的界線」，所以如果光是以劇情來定奪這部作品的優劣是不公平的。布列塔尼·文森在發表於御宅族美國的文章中表示，湯淺以他招牌的動畫風格讓原本可能毫無吸引力的事物搖身一變，成為一段人類與惡魔共舞的迷人芭蕾。極客之巢的丹尼爾·庫蘭德（Daniel Kurland）認為「《惡魔人》乍看之下沒什麼奇特之處」，但「湯淺以他令人瞠目結舌的招牌動畫技術和藝術手法讓這個故事上升到一個特別的境界。」
《惡魔人 Crybaby》受到讚許的部分也包括其節奏感強烈的配樂，Pewdiepie便表達了對它的讚揚，克里斯多福·伊諾亞認為這個原聲帶相當出色，可謂驚天動地」。動畫新聞網的尼克·克里默讚揚其豐富的角色塑造，御宅族美國的達里爾·蘇拉特評論，不僅是不動明和飛鳥了，包括美樹和饒舌歌手等角色的塑造也是關鍵所在。麥克·圖爾也讚揚美樹不再像漫畫裡那樣只是個旁觀的角色，也讚揚將漫畫裡的不良少年改成饒舌歌手的設計。它受到讚譽的部分還包括處理性行為的方式，以及身份公開的LGBT角色，達里爾·蘇拉特表示「《惡魔人 Crybaby》戲劇性地強調出明確的男同性戀與女同性戀角色，許多人因此對它產生了強烈的共鳴」，克里斯·珀森讚揚該作「善解人意地描寫了不知道該如何與自己相處的男女」以及「若隱若現的酷兒感」，法羅曼尼許指出，「它把類似酷兒羅曼史的情節安排進故事裡，且視之為理所當然」的做法令人耳目一新，並讚揚它顛覆了有毒害的男子氣概。對於故事結局的評價，呈現出明顯的分歧：PewDiePie認為結尾「單調膚淺」，是整部作品中「最致命的缺陷」；而艾萊格拉·法蘭克認為它「既美麗又充滿毀滅性的結局」堪稱完美
評論普遍認為《惡魔人 Crybaby》的改編忠於原作漫畫，保留了原作中性愛與暴力的內容。達里爾·蘇拉特聲稱這也許是最忠於原著的改編動畫，《Paste》的圖森·伊根表示「就像是永井豪的原著一樣，這部作品具有強烈、狂放且直截了當的暴力色彩，這不單是對作品致敬，也是向角色的傳奇故事致敬」，麥克·圖爾表示，《惡魔人 Crybaby》簡直就像承接了永井豪的經典原作，他還表示，第一集與1987年的OVA很相近，尤其在敘事上幾乎如出一轍，不過是透過哈哈鏡來看。但是，「與1972年那部排毒過後的電視動畫或1980年代那經過刪節的OVA不同，湯淺的《惡魔人 Crybaby》完整描繪出永井豪的原作裡所述的世界末日恐怖」，布列塔尼·文森認為湯淺的動畫手法讓《惡魔人 Crybaby》成為《惡魔人》改編作品中最優秀的版本。動畫新聞網的扎克·貝茲奇（Zac Bertschy）給出總結，表示「該作將素材徹底揉合並昇華成嶄新的事物，它是一場令人歎為觀止的同性戀風暴，一則由尖叫和哭號交織成的啟示錄，它一開始就會牢牢把你抓住，永遠不會放開」。

## 外部連結
- 官方网站
- 在Netflix上觀看《惡魔人 Crybaby》
- 惡魔人 Crybaby（動畫）在動畫新聞網百科全書中的資料（英文）
- DEVILMAN crybaby （页面存档备份，存于） Aniplex官方網站